# Naomi Campbell
Naomi Eliane Campbell, angleški supermodel, pevka, igralka in modna oblikovalka, * 22. maj 1970, London, Anglija.

## Filmografija
- 1991: Cool as Ice
- 1993: The Night We Never Met
- 1995: Miami Rhapsody
- 1996: Catwalk
- 1996: Girl 6
- 1996: Invasion of Privacy
- 2004: Fat Slags
- 2005: Go Go Tales